# Degazace
Důlní degazace je soubor činností a zařízení sloužících k záměrnému a řízenému odčerpání metanu z uhelné sloje, okolních hornin nebo volných prostorů a následnému izolovanému odvádění plynové směsi z dolu pomocí plynovodů.

## Cíle důlní degazace
Úkolem důlní degazace je zabezpečovat provozovaná důlní pracoviště, odtěžovat hromadící se důlní plyn v již vyrubaných a uzavřených důlních prostorách a odtěžovat plyn ze zjištěných zdrojových poloh v celém dobývacím prostoru (případně i v jeho blízkém okolí).
Degazace zajišťuje bezpečnost a ochranu zdraví při práci v dolech. Popis degazačního systému a jeho účinnosti je v ČR součástí větrní rozvahy každého dolu.

### Zabezpečení provozovaných důlních pracovišť
Narušování horninského masivu v důsledku hornické činnosti vede k porušení rovnovážného stavu sycení důlních hornin karbonským plynem. Vznikající rozestupy, zlomy a rozsedliny se tak plní uvolněným plynem, který je pak v důsledku depresních systémů větrání důlních pracovišť vysáván do důlních prostor. 
Metan, jehož zastoupení v důlním plynu osciluje kolem 80 - 90 %, může už při koncentraci 4,4 % ve vzduchu vést k explozi. Z těchto důvodů jsou důlní pracoviště jak ražeb, tak porubních úseků chráněna clonou degazačních vrtů, které odsávají důlní plyn ještě před jeho uvolněním do důlní atmosféry.
Regulaci míry odsávání vrtů v plném provozu a odstavování vrtů, které se již dostaly do přímého kontaktu s důlní atmosférou (propojení vzniká přes závalové prostory porubů a přes rozvolněné horniny v okolí ražby), provádějí denně plynoměřiči. Ti měří obsah metanu ve vrtech a v případě, že koncentrace klesne k 30 - 35 %, vrty odstavuji.

#### Umístění degazačních vrtů
Degazační vrty jsou ze 70 % situovány do nadloží realizovaných důlních pracovišť – zbytek je směřován do bočních směrů (v případě ražeb) a do počvy. V případě dobývání uhelných slojí se sklonem nad 60° je pak systém orientaci vrtů zcela jiný. 
Prognóza výskytu důlních plánů i dynamika uvolňování ve vztahu k rychlosti postupu důlních prací mohou poukázat na směr a objemy uvolňovaného plynu. Z těchto parametrů je následně stanovován systém orientace, hustota i délky vrtů krycích degazačních clon. Existují ale i případy, kdy je takováto clona zřízena ze speciálně raženého díla v nadloží porubu nebo jako degazační zóna slouží samotné důlní dílo, které je vyražené k tomuto účelu.

### Odtěžování hromadícího se plynu v opuštěných důlních dílech
Vyrubané prostory a jiná opuštěná důlní díla se uzavírají většinou plaveným bezpečnostními hrázemi. Tím jsou tyto prostory odděleny od aktivních zón depresního větrání dolu. Důlní plyn se ovšem při vyrovnávání tlakových poměrů uvolňuje z okolních hornin i do uzavřených prostor, kde postupně stoupá jeho koncentrace. Vzniká tedy potřeba cíleně odsávat důlní plyn i odsud a eliminovat tak nebezpečí výronů důlního plynu do atmosféry dolu.

### Odtěžování plynu ze zdrojů v dobývacím prostoru a jeho blízkém okolí
Rozsáhlé vlivy důlní činnosti na masív dobývacího prostoru jsou patrny i na povrchu, kde se projevují poklesy původního terénu. Cesty rozsedlin a puklin umožňují důlnímu plynu, aby se hromadil v porézních horninách, klastických výplních tektonických poruch a v rozesedlých vrstvách horského masívu. 
V případě, že jsou tyto partie vzdáleny od důlního větrání depresně namáhaných partiích důlního prostoru, lze odsávání odsud již považovat za čistou těžbu karbonského plynu. Mnohdy jsou k tomuto účelu využívány i úpadní těžební vrty, vedené z povrchu.